# نورا روتشا
نورا روتشا (بالإسبانية: Nora Rocha) هي عداءة المسافات الطويلة مكسيكية، ولدت في 18 ديسمبر 1967 في مونكلوفا في المكسيك.

## وصلات خارجية
- نورا روتشا على موقع الاتحاد الدولي لألعاب القوى (الإنجليزية)
- نورا روتشا على موقع اللجنة الأولمبية الدولية (الإنجليزية)
- نورا روتشا على موقع أوليمبيديا (الإنجليزية)